# Filip z Milly
Filip z Milly známý též jako Filip z Nábulusu (okolo 1120 – 3. dubna 1171) byl sedmý velmistr Templářských rytířů v letech 1169–1171.

## Život
Jeho rod pocházel z Pikardie. Byl nejstarším synem Guye z Milly, který vlastnil pozemky u Nábulusu a Jeruzaléma. Ve sporech mezi jeruzalémskou královnou vdovou Melisendou a jejím synem Balduinem III. stál Filip na straně královny. Po Balduinově vítězství se mu v roce 1161 podařilo zbavit Filipa nábuluského léna výměnou za méně výhodné zajordánské panství.
Pravděpodobně po smrti své manželky vstoupil jako vdovec do řádu templářů 17. ledna 1166. Při té příležitosti věnoval řádu větší množství pozemků včetně hradu Ahamant. Po smrti velmistra Bertranda de Blanchefort v lednu 1169 se v srpnu stal jeho nástupcem. Jako jediný vytvořil ozbrojené jednotky, které bránily Gazu před vojáky Saladina. Počátkem roku 1171 vedl poselství jeruzalémského království do Konstantinopole a z tohoto důvodu rezignoval na funkci velmistra řádu templářů. Během této mise 3. dubna 1171 zemřel. Jeho nástupcem na místě velmistra byl Odo de St Amand.